# Baldassare Reina
Baldassare Reina, né le 26 novembre 1970 à San Giovanni Gemini (Italie), est un prélat catholique italien au service du Saint-Siège, actuel vicaire de Rome. Le pape François le crée cardinal au cours du consistoire du 7 décembre 2024.

## Biographie

### Formation et sacerdoce
Baldassare Reina est né le 26 novembre 1970 à San Giovanni Gemini, dans la province d'Agrigente. Il entre au séminaire mineur d'Agrigente en 1981 puis effectue ses études de théologie et de philosophie à l'université pontificale grégorienne à Rome, où il obtient un baccalauréat de théologie sacrée en 1995.
Le 8 septembre 1995, il est ordonné prêtre pour l'archidiocèse d'Agrigente. Il complète sa formation avec une licence de théologie biblique à l'université pontificale grégorienne en 1998.
De 1998 à 2001, il est assistant diocésain de l'Action catholique et vice-recteur du séminaire d'Agrigente. De 2001 à 2003, il est curé de la paroisse Beata Maria Vergine dell'Itria de Favara. De 2003 à 2009, il est préfet des études à l'Institut théologique Saint Grégoire d'Agrigente et curé de la paroisse San Leone d'Agrigente.
De 2013 à 2022, il est recteur du séminaire d'Agrigente. Au sein de son archidiocèse, il a aussi été professeur d'écriture sacrée à l'Institut supérieur des sciences religieuses, professeur titulaire de l'Institut théologique Saint Grégoire d'Agrigente, directeur du bureau diocésain pour la culture, chanoine du chapitre cathédral, et membre du conseil presbytéral et du collège des consulteurs.

### Épiscopat
Le 27 mai 2022, le pape François le nomme évêque auxiliaire de Rome et lui attribue le siège titulaire d'Aquae-en-Maurétanie (de). Il reçoit la consécration épiscopale avec les deux autres nouveaux évêques auxiliaire le 29 juin 2022 à la Basilique Saint-Jean-de-Latran, des mains du cardinal Angelo De Donatis, cardinal-vicaire de Rome, assisté du cardinal Francesco Montenegro, archevêque émérite d'Agrigente et du cardinal Augusto Paolo Lojudice, archevêque de Sienne-Colle di Val d'Elsa-Montalcino. Il reçoit la responsabilité du secteur ouest du diocèse.
Le 6 janvier 2023, le pape François le nomme vice-gérant de Rome et l'élève au rang d'archevêque. Au sein du vicariat, il est chargé de l'administration du patrimoine, des affaires juridiques, du secrétariat général et de la protection des mineurs et des personnes vulnérables.
Le 6 avril 2024, le cardinal-vicaire Angelo De Donatis quitte ses fonctions et est nommé pénitencier majeur. Baldassare Reina assume provisoirement cette fonction. À partir de cette date, il est aussi nommé administrateur apostolique du diocèse suburbicaire d'Ostie. Ces nominations font partie de la réorganisation du diocèse de Rome voulue par le pape François et confiée à Baldassare Reina. Le 25 octobre 2024, il est nommé archiprêtre de Saint-Jean de Latran

### Cardinal
Le 6 octobre 2024, le pape François annonce qu'il fait partie des 21 prélats qui seront créés cardinaux lors d'un consistoire le 7 décembre 2024. Le pape annonce en même temps que Baldassare Reina est nommé vicaire général de Rome. Il est créé avec le titre de cardinal-prêtre de Santa Maria Assunta e San Giuseppe a Primavalle.
Le 11 janvier 2025, le pape François le nomme membre du Dicastère pour le clergé.
Le 19 mai 2025, le pape Léon XIV le nomme chancelier de l'Institut pontifical Jean-Paul II, en remplacement de Vincenzo Paglia.

Armoiries de vicaire général du diocèse de Rome
Armoiries de vice-directeur du diocèse de Rome
Armoiries d'évêque auxiliaire de Rome.

## Succession apostolique
Baldassare Reina a ordonné les évêques suivants :
- Évêque Renato Tarantelli Baccari (it) (2025)